# Cangnan
Cangnan (fil) är ett härad i östra Kina och lyder under Wenzhous stad på prefekturnivå i provinsen Zhejiang.
Befolkningen uppgick till 1 167 589 invånare vid folkräkningen år 2000. Den administrativa huvudorten är Lingxi med 221 908 invånare (2000), medan den största orten är Longgang med 272 298 invånare (2000). Häradet har kust mot Östkinesiska havet i öster och gräns mot provinsen Fujian i söder. Cangnan var år 2000 indelat i 20 köpingar (zhèn) och 16 socknar (xiāng).